# Championnat d'Israël de football 2014-2015
Navigation
Saison précédente Saison suivante
La saison 2014-2015 du Championnat d'Israël de football est la 63e édition du championnat de première division en Israël. La Ligat HaAl regroupe les quatorze meilleurs clubs du pays au sein d'une poule unique, où ils s'affrontent deux fois au cours de la saison, à domicile et à l'extérieur. À l'issue de cette première phase, les six premiers disputent la poule pour le titre, tandis que les huit derniers prennent part à la poule de relégation, qui voit les deux derniers être relégués en Liga Leumit.
C'est le tenant du titre, le Maccabi Tel-Aviv FC, qui remporte à nouveau la compétition après avoir terminé en tête de la poule pour le titre, avec neuf points d'avance sur l'Hapoël Kiryat Shmona et onze sur l'Hapoël Beer-Sheva. C'est le vingt-troisième titre de champion d'Israël de l'histoire du club, qui réalise même le doublé en s'imposant en finale de la Coupe d'Israël face à l'Hapoël Beer-Sheva.

## Les clubs participants
- Maccabi Tel-Aviv FC
- Hapoël Beer-Sheva
- Hapoël Kiryat Shmona
- Maccabi Haïfa
- Bnei Sakhnin FC
- Hapoël Tel-Aviv FC
- MS Ashdod
- Hapoël Haïfa
- Beitar Jérusalem
- Hapoël Acre
- Hapoël Raanana
- Maccabi Petach-Tikva
- Hapoël Petah-Tikvah - Promu de Liga Leumit
- Maccabi Netanya - Promu de Liga Leumit

## Compétition

### Première phase
| Rang | Équipe                   | Pts | J  | G  | N  | P  | Bp | Bc | Diff |
| ---- | ------------------------ | --- | -- | -- | -- | -- | -- | -- | ---- |
| 1    | Maccabi Tel-Aviv FC T -1 | 54  | 26 | 17 | 5  | 4  | 53 | 20 | +33  |
| 2    | Hapoël Beer-Sheva        | 49  | 26 | 14 | 7  | 5  | 47 | 24 | +23  |
| 3    | Hapoël Kiryat Shmona     | 47  | 26 | 13 | 8  | 5  | 40 | 27 | +13  |
| 4    | Beitar Jérusalem         | 40  | 26 | 10 | 10 | 6  | 38 | 29 | +9   |
| 5    | Maccabi Petach-Tikva     | 39  | 26 | 10 | 9  | 7  | 28 | 30 | -2   |
| 6    | Maccabi Haïfa            | 37  | 26 | 11 | 4  | 11 | 38 | 29 | +9   |
| 7    | Hapoël Raanana           | 34  | 26 | 9  | 7  | 10 | 24 | 23 | +1   |
| 8    | Maccabi NetanyaP         | 33  | 26 | 9  | 6  | 11 | 37 | 45 | -8   |
| 9    | Bnei Sakhnin FC          | 30  | 26 | 7  | 9  | 10 | 32 | 37 | -5   |
| 10   | Hapoël Tel-Aviv FC -1    | 29  | 26 | 8  | 7  | 11 | 27 | 33 | -6   |
| 11   | MS Ashdod                | 27  | 26 | 6  | 9  | 11 | 29 | 41 | -12  |
| 12   | Hapoël Haïfa             | 26  | 26 | 7  | 5  | 14 | 20 | 41 | -21  |
| 13   | Hapoël Petah-TikvahP     | 23  | 26 | 5  | 8  | 13 | 28 | 43 | -15  |
| 14   | Hapoël Acre              | 22  | 26 | 4  | 10 | 12 | 20 | 39 | -19  |

|  | Qualification pour la poule pour le titre |
|  | Participation à la poule de relégation    |
|  | T : Tenant du titre P : Promu de D2       |

### Play-offs
Les clubs conservent la totalité des points acquis lors de la première phase.
| Rang | Équipe                     | Pts | J  | G  | N  | P  | Bp | Bc | Diff |
| ---- | -------------------------- | --- | -- | -- | -- | -- | -- | -- | ---- |
| 1    | Maccabi Tel-Aviv FC'T'C -1 | 70  | 36 | 21 | 9  | 6  | 67 | 32 | +35  |
| 2    | Hapoël Kiryat Shmona       | 64  | 36 | 18 | 10 | 8  | 53 | 38 | +15  |
| 3    | Hapoël Beer-Sheva          | 62  | 36 | 17 | 11 | 8  | 63 | 40 | +23  |
| 4    | Beitar Jérusalem -1        | 51  | 36 | 13 | 13 | 10 | 48 | 43 | +5   |
| 5    | Maccabi Haïfa              | 50  | 36 | 14 | 8  | 14 | 51 | 37 | +14  |
| 6    | Maccabi Petach-Tikva       | 48  | 36 | 12 | 12 | 12 | 34 | 41 | -7   |

| Rang | Équipe                | Pts | J  | G  | N  | P  | Bp | Bc | Diff |
| ---- | --------------------- | --- | -- | -- | -- | -- | -- | -- | ---- |
| 1    | Bnei Sakhnin FC       | 44  | 33 | 11 | 6  | 11 | 43 | 44 | -1   |
| 2    | Hapoël Tel-Aviv FC -2 | 42  | 33 | 8  | 9  | 13 | 36 | 40 | -4   |
| 3    | Maccabi NetanyaP      | 41  | 33 | 8  | 11 | 14 | 46 | 54 | -8   |
| 4    | Hapoël Raanana        | 39  | 33 | 9  | 12 | 14 | 35 | 36 | -1   |
| 5    | Hapoël Acre           | 38  | 33 | 11 | 7  | 13 | 28 | 42 | -14  |
| 6    | Hapoël Haïfa          | 34  | 33 | 7  | 9  | 17 | 25 | 47 | -22  |
| 7    | Hapoël Petah-TikvahP  | 32  | 33 | 8  | 6  | 17 | 43 | 59 | -16  |
| 8    | MS Ashdod             | 31  | 33 | 13 | 10 | 14 | 32 | 51 | -19  |

|  | Qualification pour la Ligue des champions de l'UEFA 2015-2016          |
|  | Qualification pour la Ligue Europa 2015-2016                           |
|  | Relégation en deuxième division                                        |
|  | T : Tenant du titre C : Vainqueur de la Coupe d'Israël P : Promu de D2 |

## Bilan de la saison
| Championnat d'Israël de football 2014-2015                        |                                 |
| Champion                                                          | Maccabi Tel-Aviv FC (23e titre) |
| Coupes et trophées                                                |                                 |
| Vainqueur de la Coupe d'Israël 2014-2015                          | Maccabi Tel-Aviv FC             |
| Qualifications continentales                                      |                                 |
| Ligue des champions de l'UEFA 2015-2016                           | Maccabi Tel-Aviv FC             |
| Ligue Europa 2015-2016                                            | Hapoël Kiryat Shmona            |
| Ligue Europa 2015-2016                                            | Hapoël Beer-Sheva               |
| Ligue Europa 2015-2016                                            | Beitar Jérusalem                |
| Promotions et relégations                                         |                                 |
| Promus en Championnat d'Israël de football                        | Bnei Yehoudah                   |
| Promus en Championnat d'Israël de football                        | Hapoël Kfar Sabah               |
| Relégués en Championnat d'Israël de football de deuxième division | Hapoël Petah-Tikvah             |
| Relégués en Championnat d'Israël de football de deuxième division | MS Ashdod                       |